# Square-1

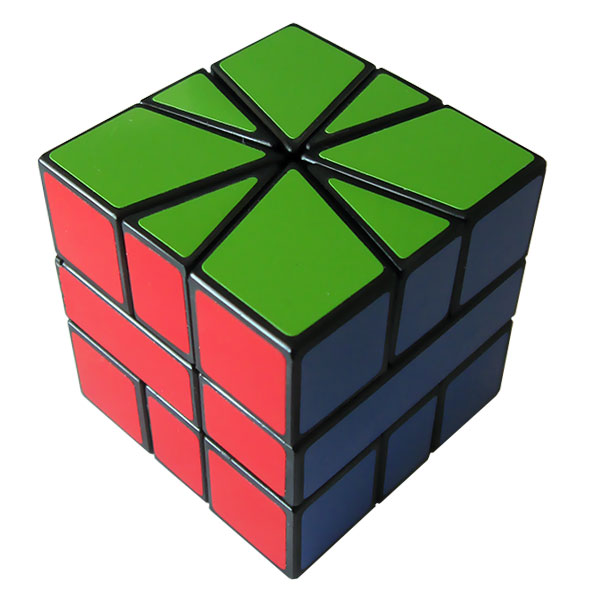
Square-1 resolvido.

O Square-1, também conhecido como Cubo 21, Cube 21 ou pelo seu nome original, Back to Square One, é um puzzle semelhante ao cubo de Rubik. Foi criado pelos tchecoslovacos Karel Hršel e Vojtěch Kopský em cerca de 1990 e patenteado em 1993.
Sua característica distintiva entre as inúmeras variantes do cubo de Rubik é que ele pode mudar de forma conforme é torcido, devido à forma como é movido, adicionando assim um nível extra de desafio e dificuldade.
É um dos puzzles oficiais da World Cube Association.

## Descrição
O Square-1 consiste em três camadas. As camadas superior e inferior contêm e peças triangulares de 2 tipos: As pipas e as triangulares. São 8 pipas e 8 peças triangulares juntas. As peças da pipa têm 60 graus de largura, enquanto as peças triangulares têm 30 graus de largura, em relação ao centro da camada.
A camada do meio contém duas peças trapezoidais, que juntas podem formar um hexágono irregular ou um quadrado. Cada camada pode ser girada livremente e, se os limites das peças em todas as camadas se alinharem, o quebra-cabeça pode ser torcido verticalmente, trocando metade da camada superior com a metade inferior. Dessa forma, as peças podem ser embaralhadas. Observe que, como as peças da pipa têm precisamente o dobro da largura angular das peças triangulares, as duas podem ser livremente misturadas, com duas peças triangulares no lugar de uma única peça da pipa e vice-versa. Isso leva a mudanças de forma bizarras dentro do quebra-cabeça a qualquer momento.
Para que o quebra-cabeça tenha a forma de cubo, as camadas superior e inferior devem ter uma pipa alternada e peças triangulares, com 4 pipas e 4 peças triangulares em cada camada, e a camada do meio deve ter uma forma quadrada, fazendo o puzzle virar um cubo. No entanto, uma vez que apenas duas formas são possíveis para a camada do meio, há uma sequência rápida de torções que muda a forma da camada do meio de uma para a outra sem tocar no resto do quebra-cabeça.
Assim como o cubo de Rubik, as peças são coloridas. Para que o quebra-cabeça seja resolvido, ele não apenas precisa ter a forma de um cubo, mas cada face do cubo também deve ter uma cor uniforme, assim como nos outros puzzles de 6 faces, o Square-1 possui 6 cores, as mais comuns sendo azul, amarelo, branco, verde, vermelho, e laranja.

## Notação
A notação segue as seguintes regras:
- A notação clássica do Square-1 segue o modelo "(x,y)/(x,y)".

- Uma unidade representa girar o equivalente a uma peça pequena ou 30°.

- Números positivos significam que o movimento deve ser realizado em sentido horário e números negativos significam que o movimento deve ser realizado em sentido anti-horário.

- O primeiro valor é o movimento da camada de cima e o segundo valor é o movimento da camada de baixo.

- Uma barra (/) significa que é necessário mover o lado direito do puzzle em 180°.

- O número 0 significa que nenhum movimento deve ser realizado naquela camada.

Por exemplo, a notação (3,2)/(0,1) diz que deve se mover a camada de cima no equivalente a 2 peças pequenas, depois a camada de baixo no equivalente a uma peça grande (2 pequenas), depois mover o lado direito em 180° e por fim mover a camada de baixo no equivalente a 1 peça pequena.

## Número de combinações
Se diferentes rotações de uma dada permutação forem contadas apenas uma vez, enquanto as reflexões forem contadas individualmente, haverá 170 × 2 × 8! × 8! = 552 738 816 000 posições. Se ambas as rotações e reflexos forem contados apenas uma vez, o número de posições reduz para 15! ÷ 3 = 435 891 456 000.

## Recordes mundiais
O recorde mundial de solução do Square-1 é de 3,69 segundos realizado pelo americano Max Siauw no UW or U Don't 2023, realizado no dia 2 de dezembro de 2023. O recorde é considerado oficial pela World Cube Association.

### Top 5 recordes mundiais oficiais de soluções únicas
Esses são as 5 soluções únicas mais bem colocadas no ranking de soluções únicas do Square-1 da World Cube Association.
| # | Nome                  | Tempo | Campeonato                   | Data do campeonato                    |
| - | --------------------- | ----- | ---------------------------- | ------------------------------------- |
| 1 | Max Siauw             | 4,69s | UW or U Don't 2023           | 2 de dezembro de 2023                 |
| 2 | Ryan Patil            | 3,73s | Heartland Championship 2023  | 2 a 4 de junho de 2023                |
| 3 | Michał Krasowski      | 3,87s | Olsztyn Squared 2023         | 11 de fevereiro de 2023               |
| 4 | Alessandro Ricci      | 4,00s | Cavarzere Cube Days 2023     | 15 a 16 de abril de 2023              |
| 5 | Leon Marcell Alamanda | 4,11s | Indonesian Championship 2023 | 29 de setembro a 1 de outubro de 2023 |

### Top 5 recordes mundiais oficiais damédiade 5 soluções
Esses são as 5 médias de soluções oficiais mais bem colocadas no ranking de médias do Square-1 da World Cube Association.
| # | Nome                     | Média | Soluções                      | Campeonato                    | Data do campeonato               |
| - | ------------------------ | ----- | ----------------------------- | ----------------------------- | -------------------------------- |
| 1 | Max Siauw                | 4,91s | 5,32s 4,60s 6,26s 4,80s 4,58s | Stumptown Summer 2023         | 22 de julho de 2023              |
| 2 | Sameer Aggarwal          | 5,12S | 4,72S 8,27s 5,35s 5,24s 4,77s | Western Championship 2023     | 30 de junho a 2 de julho de 2023 |
| 3 | Hassan Khanani           | 5,25s | 5,26s 5,36s 8,92s 5,14s 4,84s | Cumberland County Cubing 2023 | 15 de outubro de 2023            |
| 4 | David Epstein            | 5,37s | 4,31s 4,63s 7,10s 5,50s 5,99s | Melbourne Summer 2023         | 20 a 22 de janeiro de 2023       |
| 5 | Vicenzo Guerino Cecchini | 5,46s | 4,82s 5,56s 7,48s 6,00s 4,49s | Etec Cubatão 2023             | 23 a 24 de setembro de 2023      |

## Variações

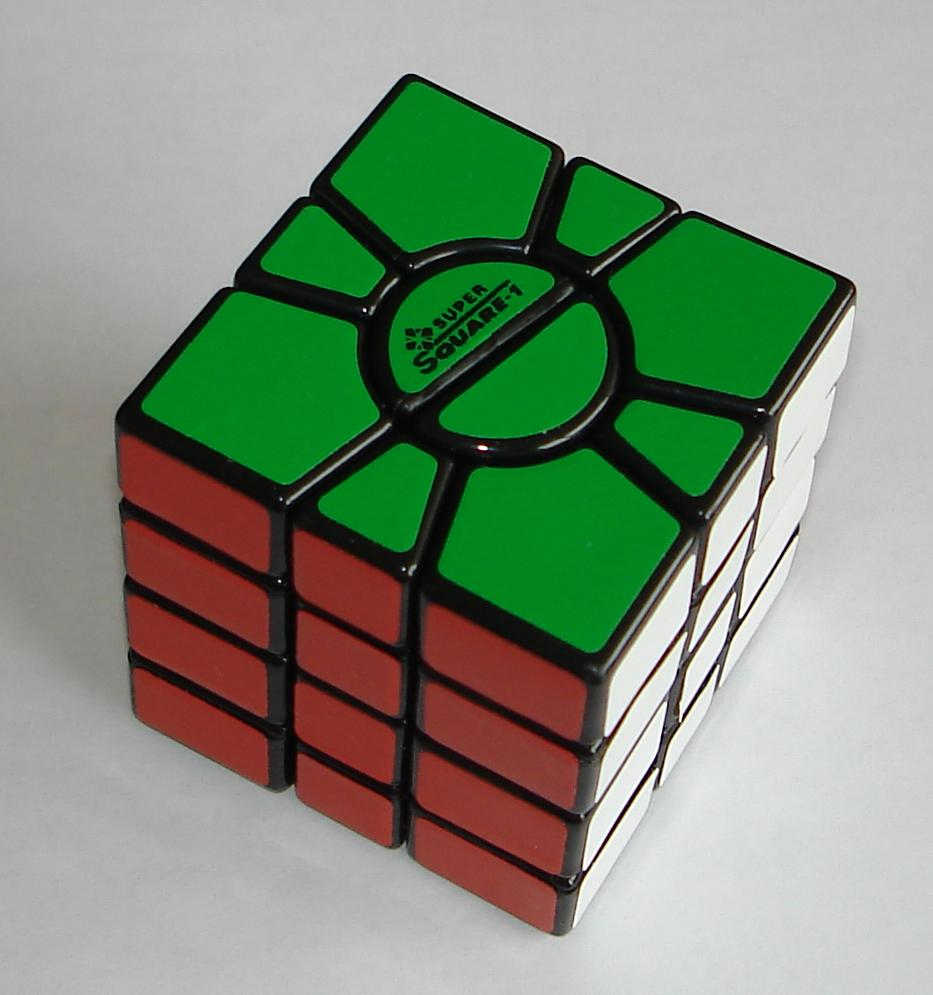
Um Super Square-1 resolvido.

### Super Square-1
O Super Square-1 é uma variação do Square-1 tradicional que possui 4 camadas e um círculo no meio que pode ser movido livremente.

#### 2 Layer Super Square-1
É uma versão do Super Square-1 que possui apenas 2 camadas. Foi criada por David Litwin.

### Square Two
O Square Two é uma variação em que todas as peças das camadas de cima e de baixo tem igualmente 30°.

### Super Square-1 Star
O Super Square-1 Star possui apenas 2 camadas e tem um formato de flor, as camadas de cima e de baixo podem ser movidas livremente e o círculo central também pode ser movido livremente. Existem também variações com mais camadas.